# Papá lo sabe todo
Papá lo sabe todo (Father Knows Best, en inglés) es una serie de televisión estadounidense que se emitió en 203 episodios de 25 minutos en blanco y negro, creada por el escritor Ed James en la década de 1940, y pasó a la radio desde 1949 hasta 1954 y a la televisión desde 1954 hasta 1960. En ella se interpretó la vida en un hogar de clase media estadounidense protagonizado por la familia Anderson en Springfield.
Fue protagonizada por el actor Robert Young, quien representó a Jim Anderson, un padre afable de una familia feliz; su esposa, Margaret, interpretada por Jane Wyatt, y sus tres hijos: Betty (Elinor Donahue), Bud (Billy Gray) y Kathy (Lauren Chapin).
Jane Wyatt ganó el Emmy a la mejor actriz tres años consecutivos (1958, 1959, 1960), gracias al trabajo en la serie, mientras que Robert Young ganó el Emmy al mejor actor dos años consecutivos (1957 y 1958).

## Sinopsis
La comedia familiar se desarrolla alrededor de los dilemas, problemas e inquietudes del diario acontecer de una típica familia de clase media y la manera en que el ingenioso padre Jim Anderson los enfrenta y resuelve sopesando el consenso de su esposa, Margaret, que posee un gran sentido común. Los hijos saben que siempre que necesiten apoyo, un consejo o cualquier otra cosa, cuentan con su padre, ya que «Papá lo sabe todo».

## Personajes
- Jim Anderson (197 episodios, 1954-1960): El padre, interpretado por Robert Young.
- Margaret Anderson (196 episodios, 1954-1960): La madre, interpretada por Jane Wyatt.
- Betty (192 episodios, 1954-1960): La hija mayor, interpretada por Elinor Donahue.
- Bud (196 episodios, 1954-1960): El hijo mediano, interpretado por Billy Gray.
- Kathy (196 episodios, 1954-1960): La hija menor, interpretada por Lauren Chapin.

## Curiosidades
Matt Groening, el creador de Los Simpson, reveló que, de todas las Springfield de los Estados Unidos, la que le inspiró para ser la ciudad donde vive la disfuncional familia está en Oregón y además eligió esa ciudad porque a su padre le gustaba ver la serie Papá lo sabe todo.